# 六本木さくら坂
六本木さくら坂（ろっぽんぎさくらざか）は東京都港区六本木にある坂である。

## 概要
六本木ヒルズ内に存在する。六本木ヒルズゲートタワーからレジデンス棟を経て妙経寺へ至る坂道で、けやき坂に並行する。さくら坂公園が隣接し、桜の季節にはライトアップも実施される。

## 由来
坂道に沿って75本の桜並木が続いていることから。